# Superpohár UEFA 2002
Dvacátý sedmý ročník Superpoháru UEFA byl odehrán na Monackém stadionu Stade Louis II., kde se pravidelně hrál pravidelně již od roku 1998. Ve vzájemném zápase se střetli 30. srpna 2002 vítěz Ligy mistrů UEFA v ročníku 2001/02 – Real Madrid – a vítěz Poháru UEFA ve stejném ročníku – Feyenoord.

## Zápas
| 30. srpna 2002 20.45 CET                     |        |                   |                                               |
| Real Madrid                                  | 3 : 1  | Feyenoord         | Stade Louis II., Monako rozhodčí: Hugh Dallas |
| Paauwe 15' (vl.) Roberto Carlos 21' Guti 60' | Report | Van Hooijdonk 56' | Stade Louis II., Monako rozhodčí: Hugh Dallas |

| REAL MADRID:       |    |                     |     |
|                    |    |                     |     |
| B                  | 1  | Iker Casillas       |     |
| PO                 | 2  | Míchel Salgado      |     |
| SO                 | 6  | Iván Helguera       |     |
| SO                 | 4  | Fernando Hierro (c) |     |
| LO                 | 3  | Roberto Carlos      |     |
| PZ                 | 10 | Luís Figo           |     |
| SZ                 | 24 | Claude Makélélé     |     |
| SZ                 | 19 | Esteban Cambiasso   | 88' |
| LZ                 | 5  | Zinédine Zidane     | 86' |
| Ú                  | 14 | Guti                | 71' |
| Ú                  | 7  | Raúl                |     |
| Náhradníci:        |    |                     |     |
| B                  | 13 | César               |     |
| O                  | 15 | Raúl Bravo          |     |
| O                  | 22 | Francisco Pavón     | 88' |
| Z                  | 8  | Steve McManaman     |     |
| Z                  | 16 | Flavio Conceição    |     |
| Z                  | 21 | Santiago Solari     | 86' |
| Ú                  | 18 | Javier Portillo     | 71' |
| Trenér:            |    |                     |     |
| Vicente del Bosque |    |                     |     |

| FEYENOORD:       |    |                      |     |
|                  |    |                      |     |
| B                | 1  | Edwin Zoetebier      |     |
| PO               | 2  | Christian Gyan       | 72' |
| SO               | 17 | Patrick Paauwe       |     |
| SO               | 8  | Kees van Wonderen    |     |
| LO               | 3  | Tomasz Rząsa         |     |
| PZ               | 23 | Brett Emerton        |     |
| SZ               | 6  | Paul Bosvelt (c)     |     |
| SZ               | 14 | Šindži Ono           |     |
| LZ               | 10 | Anthony Lurling      |     |
| Ú                | 7  | Bonaventure Kalou    |     |
| Ú                | 9  | Pierre van Hooijdonk |     |
| Náhradníci:      |    |                      |     |
| B                | 31 | Carlo l'Ami          |     |
| O                | 5  | Ramon van Haaren     |     |
| O                | 20 | Ferry de Haan        |     |
| O                | 27 | Civard Sprockel      |     |
| Z                | 18 | Leonardo dos Santos  |     |
| Ú                | 19 | Thomas Buffel        | 72' |
| Trenér:          |    |                      |     |
| Bert van Marwijk |    |                      |     |

| Muž zápasu: Roberto Carlos (Real Madrid) Asistenti: Wilson Irvine David Doig Čtvrtý rozhodčí: Stuart Dougal |

## Vítěz
| UEFA Super Cup 2002 Real Madrid (1. vítězství) |